# Caishen
|  | Aquest article tracta sobre el municipi francès. Si cerqueu la deïtat xinesa, vegeu «Cai Shen». |

Caishen (en francès Cachen) és un municipi francès situat al departament de les Landes i a la regió de la Nova Aquitània.

## Demografia
| 1962                                       | 1968 | 1975 | 1982 | 1990 | 1999 | 2007 |
| ------------------------------------------ | ---- | ---- | ---- | ---- | ---- | ---- |
| 346                                        | 312  | 260  | 242  | 211  | 216  | 216  |
| Des de 1962: població sense dobles comptes |      |      |      |      |      |      |

## Administració
| Període   | Identitat      | Partit |
| --------- | -------------- | ------ |
| 1953-1995 | André Taris    |        |
| 1995-     | André Bernadet |        |